# Андре Ґобер
Андре Ґобер (фр. André Gobert; 30 вересня 1890 — 6 грудня 1951) — колишній французький тенісист.
Найвищу одиночну позицію світового рейтингу — 3 місце досяг 1919 року (за даними А. Волліса Маєрса).
Здобув 26 одиночних титулів.
Перемагав на турнірах Великого шолома в парному розряді.
Завершив кар'єру 1926 року.

## Фінали турнірів Великого шолома

### Парний розряд: 2 (1–1)
| Результат | Рік  | Турнір               | Покриття | Партнер     | Суперники                             | Рахунок                 |
| --------- | ---- | -------------------- | -------- | ----------- | ------------------------------------- | ----------------------- |
| Перемога  | 1911 | Вімблдонський турнір | Трава    | Макс Декюжі | Мейджор Річі Ентоні Вілдінґ           | 9–7, 5–7, 6–3, 2–6, 6–2 |
| Поразка   | 1912 | Вімблдонський турнір | Трава    | Макс Декюжі | Чарлз П. Діксон Герберт Ропер-Барретт | 6–3, 3–6, 4–6, 5–7      |